# Atleta dell'anno dell'Associated Press
Il primo premio di Atleta dell'anno negli Stati Uniti fu assegnato dall'Associated Press (AP) nel 1931. In un'epoca in cui allo sport femminile non erano dato lo stesso riconoscimento di quello maschile, la AP assegnò un premio di atleta dell'anno sia maschile che femminile ad atleti sia professionisti che amatoriali. I votanti sono giornalisti dell'Associated Press da tutti gli Stati Uniti. Una larga maggioranza dei vincitori sono statunitensi anche se anche i non-americani possono vincere il premio, sebbene sia capitato di rado.

## Lista dei vincitori
| Anno | Maschile                  | Maschile                 | Femminile                | Femminile              |
| ---- | ------------------------- | ------------------------ | ------------------------ | ---------------------- |
| 1931 | Pepper Martin             | Major League Baseball    | Helene Madison           | Nuoto                  |
| 1932 | Gene Sarazen              | PGA golf                 | Babe Didrikson           | Atletica leggera       |
| 1933 | Carl Hubbell              | Major League Baseball    | Helen Jacobs             | Tennis                 |
| 1934 | Dizzy Dean                | Major League Baseball    | Virginia Van Wie         | Golf                   |
| 1935 | Joe Louis                 | Boxe                     | Helen Wills Moody        | Tennis                 |
| 1936 | Jesse Owens               | Atletica leggera         | Helen Stephens           | Atletica leggera       |
| 1937 | Don Budge                 | Tennis                   | Katherine Rawls          | Nuoto                  |
| 1938 | Don Budge                 | Tennis                   | Patty Berg               | Golf                   |
| 1939 | Nile Kinnick              | College football         | Alice Marble             | Tennis                 |
| 1940 | Tom Harmon                | College football         | Alice Marble             | Tennis                 |
| 1941 | Joe DiMaggio              | Major League Baseball    | Betty Hicks Newell       | Golf                   |
| 1942 | Frank Sinkwich            | College football         | Gloria Callen            | Nuoto                  |
| 1943 | Gunder Hägg               | Atletica leggera         | Patty Berg               | Golf                   |
| 1944 | Byron Nelson              | PGA golf                 | Ann Curtis               | Nuoto                  |
| 1945 | Byron Nelson              | PGA golf                 | Babe Didrikson Zaharias  | Golf                   |
| 1946 | Glenn Davis               | College football         | Babe Didrikson Zaharias  | Golf                   |
| 1947 | Johnny Lujack             | College football         | Babe Didrikson Zaharias  | Golf                   |
| 1948 | Lou Boudreau              | Major League Baseball    | Fanny Blankers-Koen      | Atletica leggera       |
| 1949 | Leon Hart                 | College football         | Marlene Bauer            | Golf                   |
| 1950 | Jim Konstanty             | Major League Baseball    | Babe Didrikson Zaharias  | LPGA golf              |
| 1951 | Dick Kazmaier             | College football         | Maureen Connolly         | Tennis                 |
| 1952 | Bob Mathias               | Atletica leggera         | Maureen Connolly         | Tennis                 |
| 1953 | Ben Hogan                 | PGA golf                 | Maureen Connolly         | Tennis                 |
| 1954 | Willie Mays               | Major League Baseball    | Babe Didrikson Zaharias  | LPGA golf              |
| 1955 | Howard "Hopalong" Cassady | College football         | Patty Berg               | LPGA golf              |
| 1956 | Mickey Mantle             | Major League Baseball    | Pat McCormick            | Diving                 |
| 1957 | Ted Williams              | Major League Baseball    | Althea Gibson            | Tennis                 |
| 1958 | Herb Elliott              | Atletica leggera         | Althea Gibson            | Tennis                 |
| 1959 | Ingemar Johansson         | Boxe                     | Maria Bueno              | Tennis                 |
| 1960 | Rafer Johnson             | Atletica leggera         | Wilma Rudolph            | Atletica leggera       |
| 1961 | Roger Maris               | Major League Baseball    | Wilma Rudolph            | Atletica leggera       |
| 1962 | Maury Wills               | Major League Baseball    | Dawn Fraser              | Nuoto                  |
| 1963 | Sandy Koufax              | Major League Baseball    | Mickey Wright            | LPGA golf              |
| 1964 | Don Schollander           | Nuoto                    | Mickey Wright            | LPGA golf              |
| 1965 | Sandy Koufax              | Major League Baseball    | Kathy Whitworth          | LPGA golf              |
| 1966 | Frank Robinson            | Major League Baseball    | Kathy Whitworth          | LPGA golf              |
| 1967 | Carl Yastrzemski          | Major League Baseball    | Billie Jean King         | Tennis                 |
| 1968 | Denny McLain              | Major League Baseball    | Peggy Fleming            | Pattinaggio artistico  |
| 1969 | Tom Seaver                | Major League Baseball    | Debbie Meyer             | Nuoto                  |
| 1970 | George Blanda             | National Football League | Chi Cheng                | Atletica leggera       |
| 1971 | Lee Trevino               | PGA golf                 | Evonne Goolagong         | Tennis                 |
| 1972 | Mark Spitz                | Nuoto                    | Olga Korbut              | Ginnastica             |
| 1973 | O. J. Simpson             | National Football League | Billie Jean King         | Tennis                 |
| 1974 | Muhammad Ali              | Boxe                     | Chris Evert              | Tennis                 |
| 1975 | Fred Lynn                 | Major League Baseball    | Chris Evert              | Tennis                 |
| 1976 | Bruce Jenner              | Atletica leggera         | Nadia Comăneci           | Ginnastica             |
| 1977 | Steve Cauthen             | Equitazione              | Chris Evert              | Tennis                 |
| 1978 | Ron Guidry                | Major League Baseball    | Nancy Lopez              | LPGA golf              |
| 1979 | Willie Stargell           | Major League Baseball    | Tracy Austin             | Tennis                 |
| 1980 | Nazionale USA di Hockey   | Hockey su ghiaccio       | Chris Evert              | Tennis                 |
| 1981 | John McEnroe              | Tennis                   | Tracy Austin             | Tennis                 |
| 1982 | Wayne Gretzky             | NHL                      | Mary Decker              | Atletica leggera       |
| 1983 | Carl Lewis                | Atletica leggera         | Martina Navrátilová      | Tennis                 |
| 1984 | Carl Lewis                | Atletica leggera         | Mary Lou Retton          | Ginnastica             |
| 1985 | Dwight Gooden             | Major League Baseball    | Nancy Lopez              | LPGA golf              |
| 1986 | Larry Bird                | NBA                      | Martina Navrátilová      | Tennis                 |
| 1987 | Ben Johnson               | Atletica leggera         | Jackie Joyner-Kersee     | Atletica leggera       |
| 1988 | Orel Hershiser            | Major League Baseball    | Florence Griffith-Joyner | Atletica leggera       |
| 1989 | Joe Montana               | National Football League | Steffi Graf              | Tennis                 |
| 1990 | Joe Montana               | National Football League | Beth Daniel              | LPGA golf              |
| 1991 | Michael Jordan            | NBA                      | Monica Seles             | Tennis                 |
| 1992 | Michael Jordan            | NBA                      | Monica Seles             | Tennis                 |
| 1993 | Michael Jordan            | NBA                      | Sheryl Swoopes           | College basketball     |
| 1994 | George Foreman            | Boxe                     | Bonnie Blair             | Speed skating          |
| 1995 | Cal Ripken Jr.            | Major League Baseball    | Rebecca Lobo             | College basket         |
| 1996 | Michael Johnson           | Atletica                 | Amy Van Dyken            | Nuoto                  |
| 1997 | Tiger Woods               | PGA golf                 | Martina Hingis           | Tennis                 |
| 1998 | Mark McGwire              | Major League Baseball    | Se Ri Pak                | LPGA golf              |
| 1999 | Tiger Woods               | PGA golf                 | Nazionale USA calcio     | Calcio                 |
| 2000 | Tiger Woods               | PGA golf                 | Marion Jones             | Atletica leggera       |
| 2001 | Barry Bonds               | Major League Baseball    | Jennifer Capriati        | Tennis                 |
| 2002 | Lance Armstrong           | Ciclismo                 | Serena Williams          | Tennis                 |
| 2003 | Lance Armstrong           | Ciclismo                 | Annika Sörenstam         | LPGA golf              |
| 2004 | Lance Armstrong           | Ciclismo                 | Annika Sörenstam         | LPGA golf              |
| 2005 | Lance Armstrong           | Ciclismo                 | Annika Sörenstam         | LPGA golf              |
| 2006 | Tiger Woods               | PGA golf                 | Lorena Ochoa             | LPGA golf              |
| 2007 | Tom Brady                 | National Football League | Lorena Ochoa             | LPGA golf              |
| 2008 | Michael Phelps            | Nuoto                    | Candace Parker           | WNBA                   |
| 2009 | Jimmie Johnson            | NASCAR                   | Serena Williams          | Tennis                 |
| 2010 | Drew Brees                | National Football League | Lindsey Vonn             | Sci                    |
| 2011 | Aaron Rodgers             | National Football League | Abby Wambach             | Calcio                 |
| 2012 | Michael Phelps            | Nuoto                    | Gabby Douglas            | Ginnastica             |
| 2013 | LeBron James              | NBA                      | Serena Williams          | Tennis                 |
| 2014 | Madison Bumgarner         | Major League Baseball    | Mo'ne Davis              | Little League baseball |
| 2015 | Stephen Curry             | NBA                      | Serena Williams          | Tennis                 |
| 2016 | LeBron James              | NBA                      | Simone Biles             | Ginnastica             |
| 2017 | José Altuve               | Major League Baseball    | Katie Ledecky            | Nuoto                  |
| 2018 | LeBron James              | NBA                      | Serena Williams          | Tennis                 |
| 2019 | Kawhi Leonard             | NBA                      | Simone Biles             | Ginnastica             |
| 2020 | LeBron James              | NBA                      | Naomi Ōsaka              | Tennis                 |